# Zlatý kůň
Zlatý kůň este o arie protejată (arie specială de conservare — SAC, sit de importanță comunitară — SCI) din Republica Cehă întinsă pe o suprafață de 105,72 ha, integral pe uscat.

## Localizare
Centrul sitului Zlatý kůň este situat la coordonatele 49°54′42″N 14°04′59″E / 49.911667°N 14.083056°E.

## Înființare
Situl Zlatý kůň a fost declarat sit de importanță comunitară în aprilie 2005 pentru a proteja 2 specii de animale. Situl a fost protejat și ca arie specială de conservare în iulie 2012.

## Biodiversitate
Situată în ecoregiunea continentală, aria protejată conține 5 habitate naturale: Peșteri inaccesibile publicului, Formațiuni de Juniperus communis pe lande sau pajiști calcaroase, Pajiști uscate seminaturale și facies de acoperire cu tufișuri pe substraturi calcaroase (Festuco-Brometalia) (* situri importante pentru orhidee), Păduri de stejar și carpen Galio-Carpinetum, Pajiști carstice calcaroase sau bazofile, de Alysso-Sedion albi.
La baza desemnării sitului se află mai multe specii protejate de  mamifere (2): liliac comun (Myotis myotis), liliacul mic cu potcoavă (Rhinolophus hipposideros).